# Prambachkirchen
Prambachkirchen è un comune austriaco di 2 868 abitanti nel distretto di Eferding, in Alta Austria; ha lo status di comune mercato (Marktgemeinde).